# تاش‌دغیرمن (چیلدیر)
تاش‌دغیرمن (به ترکی استانبولی: Taşdeğirmen) یک منطقهٔ مسکونی در ترکیه است که در چیلدیر واقع شده‌است.